# 19082 Vikchernov
19082 Vikchernov eller 1976 QS är en asteroid i huvudbältet som upptäcktes den 26 augusti 1976 av den rysk-sovjetiske astronomen Nikolaj Tjernych vid Krims astrofysiska observatorium på Krim. Den har fått sitt namn efter Viktor Mikhailovich Chernov.